# Østerfjolde Kirke
Østerfjolde Kirke er en kirkebygning i landsbyen Østerfjolde i Sydslesvig i den nordtyske delstat Slesvig-Holsten. Kirken er sognekirke i Østerfjolde Sogn.
Kirken blev opført i 1772 af hugne mursten med hvælvninger af træ på et ophøjet punkt i landsbyen Østerfjolde. Den afløste en ældre kirke fra 1470, som var viet til Sankt Peter. I 1801 fik kirken sit nuværende tårn med kobbertækket spir, tårnets øverste del er af træ. Kirkens prædikestol er fra fra 1775. Atertavlen fra den ældre kirke fra 1470 forestiller korsfæstelsen og på fløjene bebudelsen, tilbedelsen i stalden og fremstillingen i templet. Granitdøbefonten med bevægelig himmel er fra 180-tallet. Orglet ovenfor alteret er fra 1777. Desuden er det flere helgenbilleder og et trækrucifiks med Jomfru Maria og Johannes Døberen.
Menigheden hører under den lutherske nordtyske kirke.